# Rivière Saint-Simon
La rivière Saint-Simon est un cours d'eau qui prend sa source dans la ville de Caraquet, au Nouveau-Brunswick.

## Géographie
Elle suit un tracé approximativement ouest-est, avant bifurquer vers le sud-est et de se déverser dans la baie Saint-Simon.